# الخاندرا باریلاس
الخاندرا باریلاس (اسپانیایی: Alejandra Barillas‎؛ زاده ۱۹۸۷) مدل اهل گواتمالا است. او در سال ۲۰۱۰ برنده عنوان دوشیزه گواتمالا شد.
او که قرار بود نماینده کشور گواتمالا در جشنواره دوشیزه جهان در سال ۲۰۱۰ باشد، به علت تصادف رانندگی از حضور در این جشنواره بهز ماند و جسیکا شیل به جای او در جشنواره حضور یافت.
باریلاس در حال حاضر یک مربی مدلینگ و زیبایی است. او مؤسس آژانس مدلینگ Top Step Studio در گواتمالا است که به پرورش مدل‌ها برای حضور در رویدادهای مختلف اعم از ملکه زیبایی می‌پردازد.